# Братя Усо
Братята Усо са отбор в световната федерация по кеч, съставена от Джими и Джей Усо.

## В кеча
Двойни отборни завършващи хватки
- Двоино цамбурване

Двоийи отборни ключови хватки
- Алей-Ус (Самоанско тръшване)
- Грабнакотрошач / Лакат в сърцето комбинация
- Двоен удар с глава
- Двоен супер ритник

Завършващи хватки на Джими и Джей
- Самоанско Цамбурване

Ключови хватки на Джими и Джей
- Удар с глава
- Суплекс
- Поваляне с рамо
- Супер ритник
- Самоанско тръшване
- Сранично тръшване
- Тирбушон

Ключови хватки на Джими
- Де Де Те
- Цял нелсън бомба

Ключови хватки на Джей
- Суплекс

Мениджъри
- Наоми
- Тамина Снука

Интро песни
- Get Up от Екстремна Музика (2010 – 2011)
- Alga от Джим Джонстън (24 юни 2011)
- Never Make it Without You от Fifth Floor (24 юни 2011 – 19 октомври 2011)
- So Close Now от Дейвид Далас (26 октомври 2011 – 27 септември 2016)
- Done With That от Cfo (след 27 септември 2016 г.)

## Титли и отличия
- Florida Championship Wrestling
  - Отборни шампиони на Флорида на FCW (1 път)
- Pro Wrestling Illustrated
  - Отбор на годината (2014)
  - Джими се класира на No. 25 от топ 500 сингли кечисти на PWI 500 през 2014
  - Джей се класира на No. 26 от топ 500 сингли кечисти на PWI 500 през 2014
- WWE
  - Отборни шампиони на Първична сила (2 пъти)
  - Отборни шампиони на Разбиване (4 пъти)
  - Слами награди (2 пъти)
    - Отбор на годината (2014, 2015)